# Ростовцев, Дмитрий Алексеевич
Дми́трий Алексе́евич Росто́вцев (род. 16 ноября 2006, Москва) — российский шахматист, мастер ФИДЕ (2022). Бронзовый призёр 1-го командного чемпионата Азии по рапиду в составе команды «Формула шахмат». Призёр первенства России среди юношей по рапиду и блицу до 17 (2022) и до 19 лет, двукратный чемпион Москвы среди юношей (2023), неоднократный победитель Кубков Москвы по рапиду и блицу. Бронзовый призёр Гран-при России в рамках шахматного фестиваля «Мемориал Чигорина».
В командных чемпионатах России также занимал призовые места в турнире «Высшая лига». 3-е место в 2023 году в составе команды «Темус Тим» и в 2025 году за «Формулу шахмат» (обе из Москвы).
В июне 2025 года выполнил норму международного мастера на круговом турнире в ДЮСШ имени М.М. Ботвинника.
Студент Российского университета спорта «ГЦОЛИФК».